# Zgromadzenie Londynu

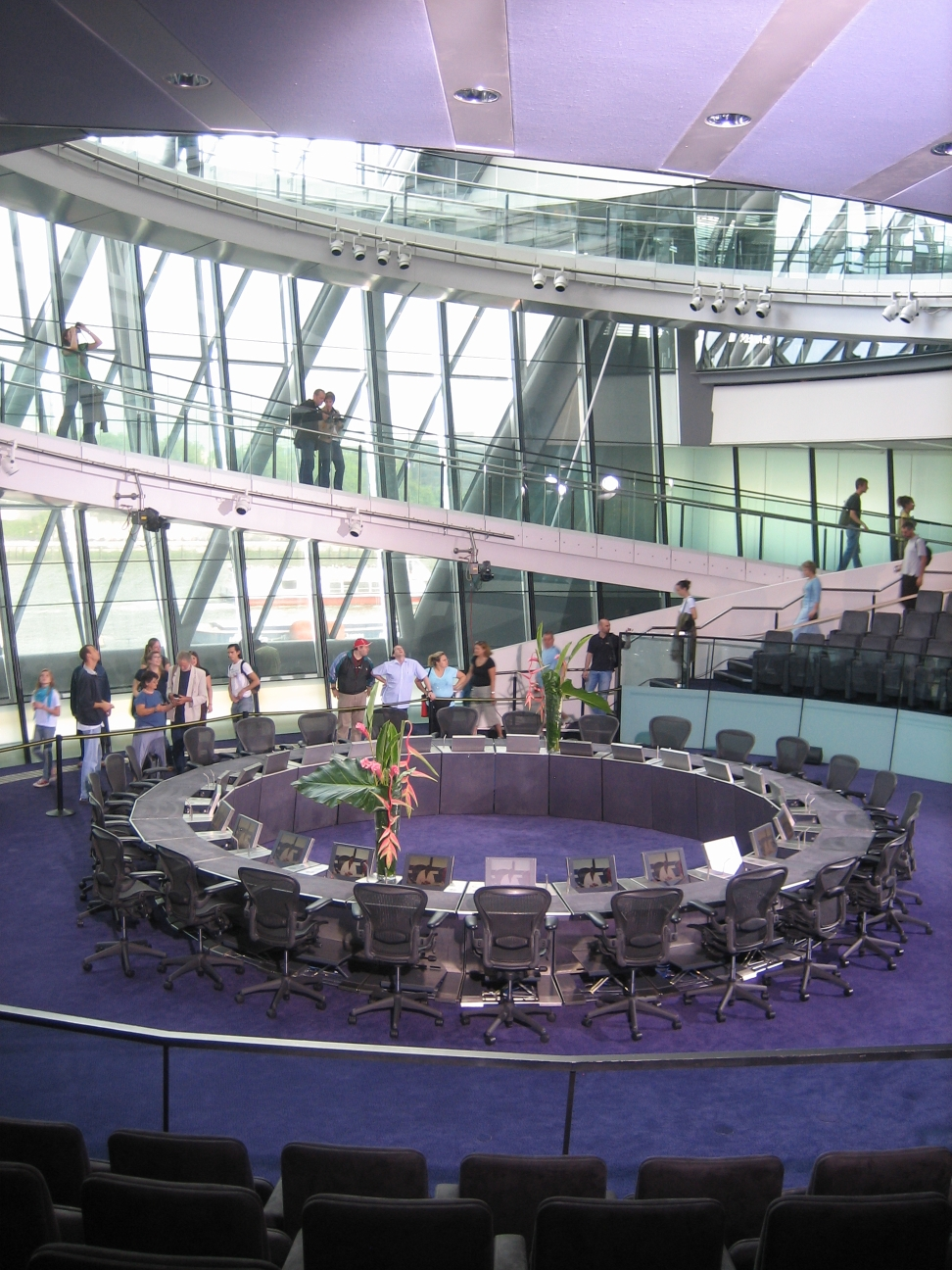
Sala Zgromadzenia Londynu

Zgromadzenie Londynu (ang. London Assembly) – zgromadzenie, obradujące w Londynie, jest częścią Greater London Authority, które kontroluje działalność burmistrza. Składa się z 25 członków, wybieranych w tym samym czasie co burmistrz. Zgromadzenie może większością 2/3 głosów zmienić roczny budżet gminy, badać inne kwestie ważne dla londyńczyków (transport, kwestie środowiskowe itp.), publikować swoje ustalenia i zalecenia oraz przedstawiać propozycje burmistrzowi.

## Struktura
W grudniu 2016 r. wprowadzono ustawę o reformie wyborczej, która zmieniła system wyborczy na FPTP. Podczas wyborów parlamentarnych w Wielkiej Brytanii w 2017 r. w manifeście Partii Konserwatywnej zaproponowano zmiany w sposobie wyboru zgromadzenia, jednak od czasu wyborów powszechnych w 2017 r. nie podjęto w tym kierunku żadnych działań i przyjmuje się, że wybory w 2020 r., opóźnione na 2021 r. z powodu pandemii COVID-19, odbędą się w obecnym systemie wyborczym AMS (okręgi wyborcze i lista regionalna).

## Rozliczenie burmistrza[1]
Zgromadzenie pociąga burmistrza i doradców burmistrza do odpowiedzialności, poprzez publiczne badanie polityki i programów, przez spotkania komisji, sesje plenarne, wizyty na miejscu i dochodzenia. Burmistrz powinien odpowiadać na wnioski zgromadzenia i formalne zalecenia. Ponadto, zgromadzenie przesłuchuje burmistrza dziesięć razy w roku, zadając turę pytań. Burmistrz musi również skonsultować się z członkami zgromadzenia przed opracowaniem ustawowych strategii i wielomiliardowego budżetu Grupy GLA. Zgromadzenie może odrzucić strategie burmistrza i zmienić projekt budżetu, jeśli zgodzi się na to większością dwóch trzecich głosów.
Zebrania zgromadzeń są otwarte dla publiczności, więc londyńczycy mogą być informowani o działalności burmistrza, a zgromadzenie może publicznie przeglądać ich wyniki.

## Członkowie
Zgromadzenie składa się z 25 członków wybieranych w systemie AMS. Wybory odbywają się co cztery lata. Istnieje 14 nadrzędnych okręgów wyborczych, z których każdy wybiera jednego członka, a kolejnych 11 członków wybieranych jest z listy partii, aby liczba członków zgromadzenia z każdej partii była proporcjonalna do liczby głosów oddanych na tę partię w całym Londynie. Partia musi zdobyć co najmniej 5% głosów na liście partii, aby zdobyć jakiekolwiek mandaty. Roczne wynagrodzenie członka zgromadzenia wynosi około 59 000 funtów.
| Partia        | Liczba członków | Liczba członków | Liczba członków |
| Partia        | 2008            | 2012            | 2016            |
| ------------- | --------------- | --------------- | --------------- |
| Konserwatyści | 11              | 9               | 8               |
| Laburzyści    | 8               | 12              | 12              |
| Zieloni       | 1               | 2               | 2               |
| Liberalni     | 3               | 2               | 1               |
| UKIP          | -               | -               | 2               |
| BNP           | 2               | -               | -               |

## Lista przewodniczących
| Imię            | Początek kadencji | Koniec kadencji | Partia        |
| --------------- | ----------------- | --------------- | ------------- |
| Trevor Phillips | maj 2000          | maj 2001        | Laburzyści    |
| Sally Hamwee    | maj 2001          | maj 2002        | Liberalni     |
| Trevor Phillips | maj 2002          | luty 2003       | Laburzyści    |
| Sally Hamwee    | luty 2003         | maj 2004        | Liberalni     |
| Brian Coleman   | maj 2004          | maj 2005        | Konserwatyści |
| Sally Hamwee    | maj 2005          | maj 2006        | Liberalni     |
| Brian Coleman   | maj 2006          | maj 2007        | Konserwatyści |
| Sally Hamwee    | maj 2007          | maj 2008        | Liberalni     |
| Jennette Arnold | maj 2008          | maj 2009        | Laburzyści    |
| Darren Johnson  | maj 2009          | maj 2010        | Zieloni       |
| Dee Doocey      | maj 2010          | maj 2011        | Liberalni     |
| Jennette Arnold | maj 2011          | maj 2013        | Laburzyści    |
| Darren Johnson  | maj 2013          | maj 2014        | Zieloni       |
| Roger Evans     | maj 2014          | maj 2015        | Konserwatyści |
| Jennette Arnold | maj 2015          | maj 2016        | Laburzyści    |
| Tony Arbour     | maj 2016          | maj 2017        | Konserwatyści |
| Jennette Arnold | maj 2017          | maj 2018        | Laburzyści    |
| Tony Arbour     | maj 2018          | maj 2019        | Konserwatyści |
| Jennette Arnold | maj 2019          | maj 2020        | Laburzyści    |
| Navin Shah      | maj 2020          |                 | Laburzyści    |